# ポール・スキーンズ
ポール・デビッド・スキーンズ（Paul David Skenes, 2002年5月29日 - ）は、アメリカ合衆国カリフォルニア州フラートン出身のプロ野球選手（投手）。右投右打。MLBのピッツバーグ・パイレーツ所属。

## 経歴

### プロ入り前
高校卒業後は空軍士官学校に進学し、10勝3敗、打率.314、13本塁打と投打で活躍した。士官学校で2年間プレーした後、2022年7月28日にルイジアナ州立大学へ転校、同年はジョン・オルルド賞を受賞した。2023年はメンズ・カレッジ・ワールドシリーズで優勝し、最優秀選手賞を受賞した。大学時代から160キロを超える速球を投げていた。

### プロ入りとパイレーツ時代
2023年のMLBドラフト1巡目（全体1位）でピッツバーグ・パイレーツから指名された。チームメイトのディラン・クルーズも続く全体2位でワシントン・ナショナルズから指名され、MLBドラフトにおいて同じ大学の選手が全体1位、2位の連続で指名されるのは史上初であった。7月18日にパイレーツと契約。契約金は920万ドルで、MLBドラフト史上最高額となった。契約後は大学時代の疲労を考慮され傘下のルーキー級フロリダ・コンプレックスリーグ・パイレーツへ送られ、8月10日に同チームでプロデビューした。その5日後にA級ブレイデントン・マローダーズ、さらにその6日後にはAA級アルトゥーナ・カーブと昇格を続けた。
2024年はAAA級で開幕を迎え、7試合に先発登板して防御率0.99、45奪三振を記録した。5月11日にメジャー契約を結んでアクティブ・ロースター入りし、同日のシカゴ・カブス戦に先発登板してメジャーデビュー。84球中17球で100mph（160km/h）以上を記録したが、5回途中3失点で勝敗は付かなかった。17日の同カードでは6回無失点、11奪三振の好投でメジャー初勝利を記録した。さらに夏には自身初のオールスターゲームに選出され、ナショナルリーグの先発投手を務めることが発表され、野茂英雄以来5人目となる新人選手がオールスター先発登板となった。最終的には23試合に先発登板して133回を投げ、11勝3敗、防御率1.96、170奪三振の成績を残し、新人王に選出された。
2025年はシーズン途中の5月13日に翌年3月に開催される第6回WBCにアメリカ合衆国代表として出場することを米国代表の公式X(旧Twitter)が発表した。

## 人物
大学時代は大谷翔平に影響を受けて二刀流に取り組んでいた時期があり、日本メディアからインタビューを受けたり、大谷を特集した2022年11月12日放送の「NHKスペシャル」に出演したことがある。
ルイジアナ州立大学の体操選手で、インフルエンサーとしても知られるリビー・ダンと交際している。

## 詳細情報

### 年度別投手成績
| 年 度    | 球 団    | 登 板 | 先 発 | 完 投 | 完 封 | 無 四 球 | 勝 利 | 敗 戦 | セ 丨 ブ | ホ 丨 ル ド | 勝 率 | 打 者 | 投 球 回 | 被 安 打 | 被 本 塁 打 | 与 四 球 | 敬 遠 | 与 死 球 | 奪 三 振 | 暴 投 | ボ 丨 ク | 失 点 | 自 責 点 | 防 御 率 | W H I P |
| -------- | -------- | ----- | ----- | ----- | ----- | -------- | ----- | ----- | -------- | ----------- | ----- | ----- | -------- | -------- | ----------- | -------- | ----- | -------- | -------- | ----- | -------- | ----- | -------- | -------- | ------- |
| 2024     | PIT      | 23    | 23    | 0     | 0     | 0        | 11    | 3     | 0        | 0           | .786  | 514   | 133.0    | 94       | 10          | 32       | 0     | 6        | 170      | 2     | 1        | 31    | 29       | 1.96     | 0.95    |
| MLB：1年 | MLB：1年 | 23    | 23    | 0     | 0     | 0        | 11    | 3     | 0        | 0           | .786  | 514   | 133.0    | 94       | 10          | 32       | 0     | 6        | 170      | 2     | 1        | 31    | 29       | 1.96     | 0.95    |

- 2024年度シーズン終了時

### 年度別守備成績
| 年 度 | 球 団 | 投手（P） | 投手（P） | 投手（P） | 投手（P） | 投手（P） | 投手（P） |
| 年 度 | 球 団 | 試 合     | 刺 殺     | 補 殺     | 失 策     | 併 殺     | 守 備 率  |
| ----- | ----- | --------- | --------- | --------- | --------- | --------- | --------- |
| 2024  | PIT   | 23        | 7         | 17        | 2         | 1         | .923      |
| MLB   | MLB   | 23        | 7         | 17        | 2         | 1         | .923      |

- 2024年度シーズン終了時

### 表彰
- 新人王（2024年）
- オールMLBチーム
  - ファーストチーム（先発投手）：1回（2024年）
- ルーキー・オブ・ザ・マンス：1回（2024年9月）

### 記録
- MLBオールスターゲーム選出：1回（2024年）

### 背番号
- 30（2024年 - ）